# Sigfrid Klöckner
Sigfrid Klöckner OFM (* 23. Februar 1929 in Höchst als Erich Klöckner; † 7. Februar 2017 in Fulda) war ein deutscher Franziskaner.

## Leben
Klöckner war der Sohn der Eheleute Karl und Therese Klöckner geborene Pfeifer. Er hatte fünf Geschwister; der Vater war Eisenbahner. Nach dem Ende des Zweiten Weltkriegs besuchte er das Internat der Franziskaner in Hadamar und machte am dortigen Gymnasium das Abitur. 1949 trat er in die Thüringische Franziskanerprovinz (Thuringia) ein und bekam den Ordensnamen Sigfrid. Nach dem Noviziat in Salmünster studierte er von 1950 bis 1952 Philosophie in Sigmaringen-Gorheim und von 1952 bis 1956 Theologie in Fulda, wo er 1953 die feierliche Profess ablegte und 1955 von Weihbischof Adolf Bolte zum Priester geweiht wurde.
Es schloss sich in Mainz ein Promotionsstudium in Moraltheologie an. Nach der Promotion über den Franziskanertheologen Bartholomäus Mastrius von Meldola (1602–1673) war er ab 1961 Lektor für Moraltheologie an der Philosophisch-Theologischen Hochschule der Thuringia in Fulda und von 1968 bis 1970, nach einer Neuordnung der Studien der deutschen Franziskanerprovinzen, an der Hochschule der Franziskaner in München. Gleichzeitig war er von 1967 bis 1970 Magister für die Studierenden der Thüringischen Ordensprovinz. Von 1968 bis 1979 bekleidete er das Amt des Dompredigers am Fuldaer Dom, ab 1979 war er für einige Jahre geistlicher Leiter des Katholischen Männerwerkes in Deutschland.
Am 7. Juli 1970 wählte ihn das Provinzkapitel zum Provinzialminister der Thüringischen Franziskanerprovinz; 1976 wurde er in diesem Amt bis 1979 wiedergewählt. Aufgrund des Zweiten Vatikanischen Konzils war seine Amtszeit geprägt von strukturellen und inhaltlichen Veränderungen in der Ordensprovinz und im gesamten Orden. Besonderen Wert legte er auf die geistliche Bildung der Brüder. Wiederholt war er zwischen 1971 und 1979 als Moderator bei Generalkapiteln des Ordens gestaltend beteiligt.
Nach Ende seiner Amtszeit als Provinzial übernahm er von 1979 bis 1988 die Leitung und spirituelle Profilierung des Exerzitienhauses der Ordensprovinz Thuringia in Hofheim am Taunus; von 1988 bis 2004 leitete er das Exerzitienhaus im Kloster Salmünster. Nach der Schließung des Klosters Salmünster 2004 war er in Fulda als Prediger und Referent in der theologischen Erwachsenenbildung tätig.

## Veröffentlichung
- Die Lehre vom ewigen Gesetz bei Bartholomäus Mastrius von Meldola. Die Prinzipien der lex aeterna. (= Franziskanische Forschungen 18) Dietrich-Coelde-Verlag, Werl 1964 (= Dissertation, Mainz 1961)